# Polyvinylacetát
Polyvinylacetát (PVA, PVAc) je syntetický termoplastický polymer, který patří mezi vinylové polymery. Připravuje se polymerací vinylacetátu (VAM). Částečnou nebo úplnou hydrolýzou polymeru se připravuje polyvinylalkohol.
Emulze PVA ve vodě se používá jako lepidlo na porézní materiály, jako jsou např. dřevo, papír a látky; velmi často se používá jako lepidlo na dřevo, například Herkules. Často se také využívá v knihařství, protože na rozdíl od jiných polymerů není kyselý.
Běžně se také používá jako součást kopolymerních vinylakrylátů. Také může být použit jako ochrana sýrů před plísněmi a vlhkostí.
V alkalickém prostředí se pomalu rozkládá za tvorby kyseliny octové.

## Objevení
Byl objeven v Německu v roce 1912, syntetizoval ho Fritz Klatte a jeho asistent James Michael Fairholm.

## Vlastnosti
PVAc je bezbarvý, křehký, nezapáchající a netoxický termoplast s Tg kolem 28°C a Tm mezi 60 a 80°C. Je amorfní a díky přenosovým reakcím může obsahovat i dlouhé vedlejší větve. Při zahřátí nad 130°C se rozkládá na kyselinu octovou a netěkavé uhlovodíky. Je odolný vůči olejům, esterům a petrolejům. Je nerozpustný ve vodě. Je naopak rozpustný v alkoholech, ketonech a aromatických rozpouštědlech. Při nízkých průměrných molárních hmotnostech dokáže absorbovat až 20 % vody.

## Výroba
PVAc se vyrábí radikálovou polymerací z vinylacetátu, a to buď emulzně nebo v roztoku, ale nejvýznamnější je emulzní polymerace. Výsledek této polymerace je latex, který je již určen k přímému použití, nebo k izolaci polymeru. Pro stabilizaci latexu PVAc se používají polymery ve vodě rozpustné (polyvinylalkohol, škrob). Při jejich použití mají latexové částice velikost 1-10 μm. Pro zvýšení mrazuvzdornosti se přidává malé množství glycerolu nebo alkoholu.
V průmyslu se vyrábí diskontinuálně v míchaných reaktorech za normálního tlaku. Reaktory jsou nerezové zpravidla o objemu 30m3. Vlastnosti výsledného produktu jsou ovlivněny reakčním teplem, rychlostí míchání a rychlostí přidávání monomeru.
V Čechách se tento polymer vyrábí v chemickém závodě v Sokolově. Celosvětově se vyrobí cca 2 miliony tun, z toho se na latexy využívá 58 – 74 %.

### Polymeranalogická reakce
Dále se používá jako vstupní surovina pro polymeranalogické reakce pro výrobu polyvinylalkoholu. PVAc se polymeruje v roztoku nebo v suspenzni. Jako rozpouštědlo se používá terc. butyalkohol nebo methanol. Je možné připravit polyvinylalkohol do vysoké konverze. Z celosvětové produkce PVAc se na výrobu polyvinylalkoholu využívá 11-19%.

## Použití
Používá se k výrobě disperzních lepidel a roztokových nátěrových hmot. Tato lepidla se používají například na dřevo, syntetické polymery v papírenském průmyslu na vázání knih nebo na výrobu tapet.

### Lepidla
Homopolymerní lepidlo PVAc ve formě emulze má specifickou přilnavost. Je netoxické, nehořlavé a vodou ředitelné. Po aplikaci rychle vytvrdne, což se velmi důležité pro aplikace. Emulze PVAc lze sušit na prášek, což je výhodnější pro skladování. Po opětovném smíchání s vodou dostaneme opět emulzi se srovnatelnými vlastnostmi.
Kopolymerní lepidlo na bázi vinylacetátu a ethylenu (VAE) je v některých vlastnostech lepší než homopolymerní lepidlo z PVAc. VAE je taktéž stabilní emulzní lepidlo s dobrou adhezí k materiálům, například lepence, polymerní fólii, kovu nebo betonu. VAE se vyrábí radikálovou polymerací vinylacetátu a ethylenu. Výhodou tohoto kopolymeru je schopnost vytvářet tenký odolný film se silnými vazbami.
V Československu a Česku je známý Herkules.

### Barvy
Latexové nátěry obsahují základní latex, pigment, plnivo, ochranný koloid, disperganiční činidlo, změkčovadlo, koalescenční činidlo, fungicidní a inhibitory koroze. Nátěry jsou velmi oblíbené díky své dobré odolnosti proti vodě a nepropustnosti pro vodní páry, a to zejména pro dřevo, omítky, betony. Negativně na nátěry působí zásaditost podkladu.

## Obchodní názvy
Mezi starší obchodní názvy pro PVA patří Mowilith (NSR), Vinnopas (NSR), Bakelite (USA). Značky vodných disperzí byly: Akronex, Duvilax, Dispercol (ČSSR).
Termínem Akronex je často označována umělecká technika, kdy je dispersí PVA něco pojeno. Akronex používali umělci jako náhražku dnešního akrylu, pojili s ním různé pigmenty, využíván byl hojně v českém informelním umění.